# Egon Hajek

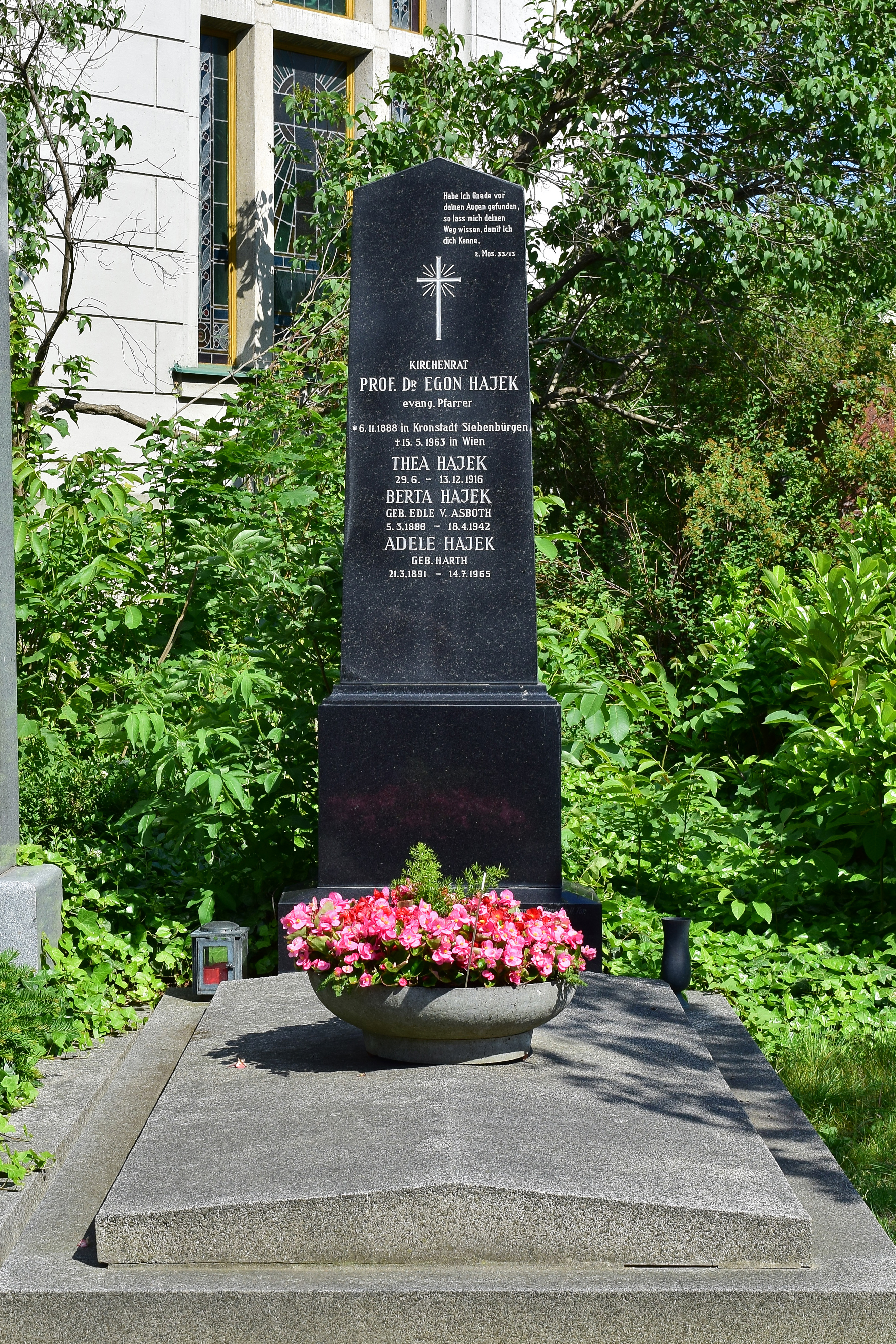
Monument funerar onorific pe Wiener Zentralfriedhof

Egon Hajek (n. 6 noiembrie 1888, Brașov, Comitatul Brașov, Austro-Ungaria - d. 18 mai 1963, Viena, Austria) a fost un scriitor, istoric literar și muzicolog german din România.

## Viața
Hajek a urmat gimnaziul în orașul natal după care a plecat în 1908 la studii la Berlin și Budapesta, urmând cursuri de germanistică, latină, teologie și muzică. A opținut doctoratul pe o temă despre romanul în literatura germană din Transilvania de la mijlocul secolului al XIX-lea. S-a întors la Brașov unde a fost la început profesor de limbă germană și limbă latină la Liceul Honterus, mai apoi cantor (Stadtkantor) și începând din 1925 preot evanghelic la Brașov și mai târziu la Viena.
Hajek și-a început activitatea literară la revista brașoveană Die Karpathen, unde a publicat poezii inspirate de stilul  expresioniștilor germani care au apărut mai apoi în volumul Das Tor der Zukunft (Poarta viitorului). Următorul volum de poezii apărut în 1926 este în schimb inspirat din viața de toate zilele, iar cel din 1935 este orientat spre teme religiose. Din creația epică a lui Hajek a fost remarcat mai ales volumul de proză Der tolle Bruß (Bruß cel grozav). În perioada de timp când a locuit la Viena a publicat mai multe romane istorice, însă de valoare estetică mai mică. 
Hajek a publicat lucrări de istoria literaturii (despre Johann Gorgias și Valentin Frank von Franckenstein), de muzicologie și numeroase eseuri.

## Lucrări
- Az erdélyi-szász regényirodalom a XIX. század közepén, Budapesta, 1913
- Das Tor der Zukunft (Poarta viitorului), Brașov, 1920
- Die Hecatombe Sententiarum Ovidianarum des Valentin Frank von Franckenstein, Sibiu, 1923
- Der tolle Bruß und andere Erzählungen aus Siebenbürgen (Bruß cel grozav și alte povestiri din Transilvania), Würzburg, 1923
- Balladen und Lieder (Cântece și balade), 1926
- Die Musik, ihre Gestalter und Verkünder in Siebenbürgen einst und jetzt : Musikal. Lebensbilder (Muzica, personalități din Transilvania), Editura Klingsor, Brașov, 1927
- Siebenbürgisch-sächsische Heimats- und Volkslieder : H. 1 (Cântece populare săsești), W. Hiemesch, Brașov, 1930
- Leuchter von oben (Lumină din cer), 1935
- Du sollst mein Zeuge sein (Tu să fi martorul meu), Graz și Leipzig, 1938
- König Lautenschläger (Regele Lautenschläger), Stuttgart, 1940
- Johann Sebastian Bach und seine geistesgeschichtliche Sendung, Viena, 1950
- Neue Gedichte, Editura Bergland, Viena, 1953
- Der Gefangene seines Herzens, roman, Viena, 1954
- Wanderung unter Sternen: Erlebtes, Erhörtes und Ersonnenes (Plimbare sub cerul instelat: lucruri trăite, auzite și inventate), Stuttgart, 1958